# プリンストニア (小惑星)
プリンストニア (508 Princetonia) は、小惑星帯に位置する小惑星である。
レイモンド・スミス・ドゥーガンがハイデルベルクのケーニッヒシュトゥール天文台で発見し、かつて所属していたプリンストン大学にちなんで名づけられた。